# Temples
Temples (с англ. — «Храмы») — британская рок-группа, играющая в стиле психоделический рок. Основана в 2012 году в британском городе Кеттеринг, графство Нортгемптоншир. Основатели — Джеймс Эдвард Бэгшоу (вокал, лидер-гитара) и Томас Эдисон Уормсли (бас-гитара). Несмотря на небольшой срок существования группы, привлекла к себе значительное внимание британской прессы и, по словам таких влиятельных и авторитетных фигур в британской популярной музыке, как Ноэл Галлахер и Джонни Марр, стала «лучшей новой группой Великобритании».

## История
Группа была создана в середине 2012 года как проект домашней студии, однако Уормсли и Бэгшоу уже были знакомы долгие годы. В том году они состояли в соперничавших музыкальных коллективах, основанных в их родном городе, Кеттеринге. Позже они вместе играли в другой группе из Кеттеринга — The Moons, а Джеймс Бэгшоу, кроме того, выступал в группе Lightning Seeds и был вторым лицом в группе Sukie, основанной ещё в 2006 году и возглавившей UK Indie Chart с дебютным синглом «Pink-A-Pade». Группа Sukie упоминалась в фанатском журнале (фанзине) "Siren", создателем и редактором которого был Томас Уормсли. Сам журнал был создан с целью задокументировать музыкальную жизнь Кеттеринга.
Дуэт опубликовал 4 самостоятельно спродюсированных трека на YouTube, что привлекло внимание Джеффа Барретта, основателя Heavenly Recordings, который соглашается выпустить дебютный сингл группы под названием «Shelter Song» в ноябре 2012 года. Затем они приглашают в группу своих приятелей из родного города — ударника Сэма Томса и клавишника Адама Смита, которые становятся постоянными участниками группы. С этих пор группа начинает репетиции вчетвером. Их цель — иметь возможность играть свои песни в формате концерта, то есть давать живые выступления, ведь раньше они никогда не играли вместе живьём, как единая группа. И вот уже в июне 2013 года выходит их второй сингл — «Colours To Life».
В интервью онлайн-журналу Sound of Boston главный вокалист Джеймс Бэгшоу отметил, что работа с Heavenly Records не повлияла на сам процесс записи песен. "Ничего не изменилось, все осталось как прежде... Нам никогда не говорили, знаете, "Записывайте в студии". А если б сказали, мы, наверное, не стали бы подписывать их контракт, ибо нам нравилась наша собственная идея", - говорил Бэгшоу.
Бэгшоу также прокомментировал сложность процесса выбора треков, которые стоит выпускать как синглы. Мелодичная натура песни "Mesmerise" была основной причиной ее выпуска в качестве сингла. "Думаю, мелодия - то, что определяет сингл, ведь именно в нее люди и вслушиваются. Однако, нам всегда было очень трудно выбирать синглы... он может быть не очень успешен на рынке, но этот ["Mesmerise"] звучит более привлекательно", сказал Бэгшоу.
Отыграв вживую сеты на крупных британских и европейских оупен-эйрах, в основном на разогреве у таких хедлайнеров, как Suede, Mystery Jets, Kasabian и The Vaccines, группа объявила о первом гастрольном международном туре, который начался в октябре 2013 года. Концерты Temples прошли в Великобритании, Нидерландах, Бельгии, Люксембурге, Швейцарии, Франции, Германии, США, Канаде и Японии.
В ноябре 2013 года Temples анонсировали дебютный альбом Sun Structures, который был выпущен 5 февраля 2014. 30 июля 2014 года группа впервые выступила на американском телевидении и исполнила "Shelter Song" в шоу "The Tonight Show Starring Jimmy Fallon". Позже они исполняли эту же песню в шоу "The Ellen Degeneres Show" 29 сентября 2014.

## Состав группы

### Нынешний
- Джеймс Эдвард Бэгшоу — вокал, соло-гитара
- Томас Эдисон Уормсли — бас-гитара
- Адам Смит — ритм-гитара, клавишные
- Рэнс Оттинк — ударные.

### Бывшие участники
- Сэм Томс — ударные
- Джек Принс — ударные.

## Дискография
Студийные альбомы:
- Sun Structures (5 февраля 2014, Heavenly Recordings) - UK No. 7
- Volcano (3 марта 2017, Heavenly Recordings) - UK No. 23
- Hot Motion (27 сентября 2019)
- Exotico (14 апреля 2023)

#### Альбомы ремиксов
- Sun Restructured (10 November 2014)

#### EP
- Shelter Song EP (7 July 2014)
- Mesmerise Live EP (16 September 2014)

Синглы:
- Shelter Song / Prisms (12 ноября 2012, Heavenly Recordings)
- Colours to Life / Ankh (24 июня 2013, Heavenly Recordings)
- Keep In the Dark / Jewel Of Mine Eye (7 октября 2013, Heavenly Recordings)
- Mesmerise" (20 ноября 2013, Heavenly Recordings)
- Move with the Season (3 November 2014)
- Certainty (26 September 2016)
- Strange or Be Forgotten" (10 January 2017)